# Rot wie die Liebe
«Rot wie die Liebe» (en español, "Rojo como el amor") es el tercer sencillo del sexto álbum de la banda alemana Eisbrecher. Fue lanzado el 12 de junio de 2015, coincidiendo esta fecha con el día de los enamorados en Brasil. El sencillo viene acompañado del tema "Ozean".

## Vídeo
El vídeo fue estrenado el 12 de junio. El vídeo fue grabado durante un concierto en la ciudad rusa de San Petersburgo, en el cual la filmación cuenta con matices rojos y rubíes, alternando imágenes del concierto y un recorrido de la banda por la ciudad, además de esto, cuenta con la participación de una chica con un gorro de color rojo, bufanda y labios pintados del mismo color. La modelo es Varvara Gorodnichaya, quien es bailarina, estudiante y a veces una pequeña modelo de la ciudad de San Petersburgo, Rusia, quien es fan de esta música y otros más. 

## Lista de canciones
1. "Rot wie die Liebe" - [3:50]
2. "Ozean" - [3:10]